# 라이 산요

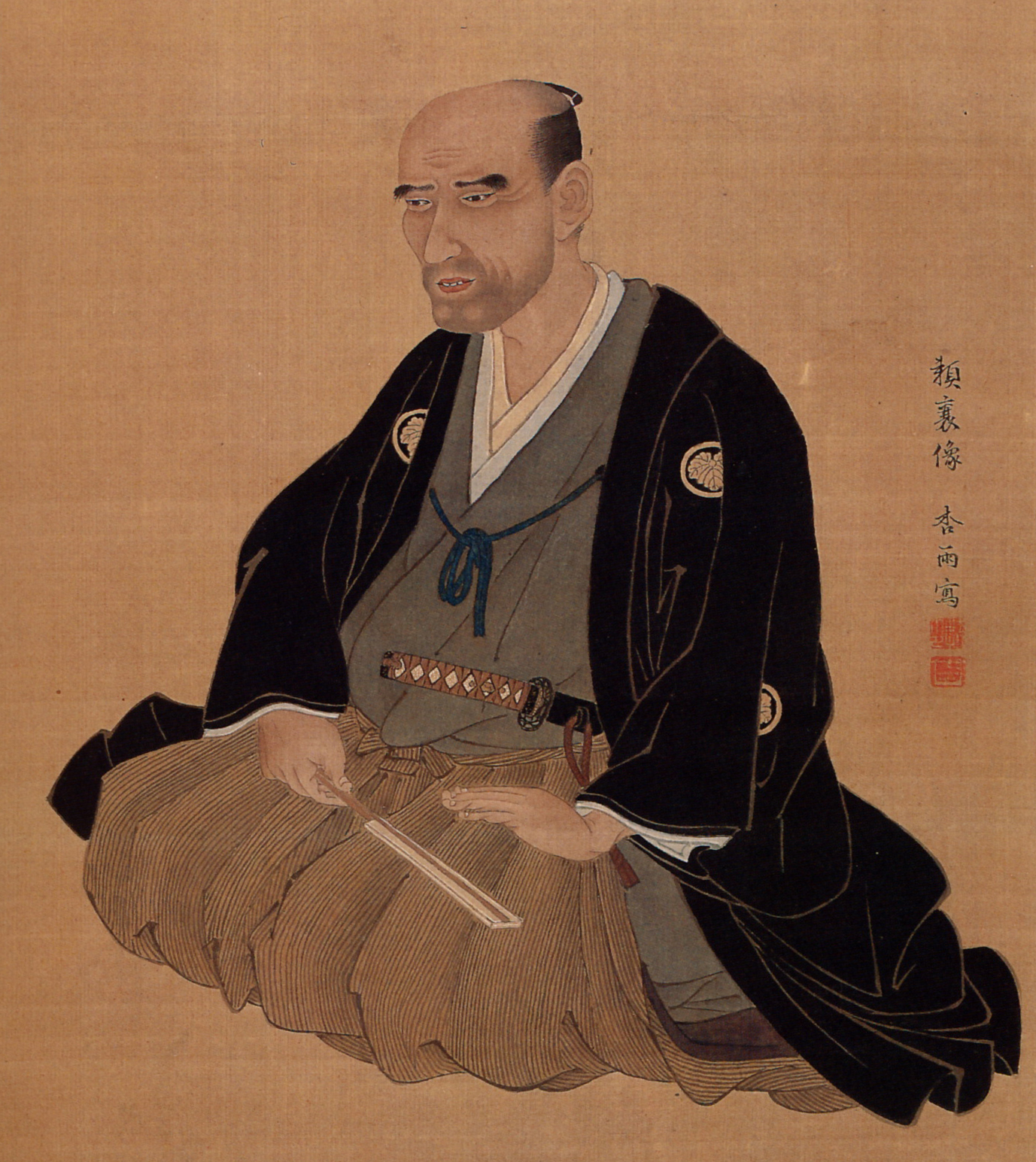
라이 산요의 초상화. 호아시 교우우(帆足杏雨)가 그린 것으로 히로세 교쿠소(広瀬旭荘)의 찬이 붙어 있다. 일본 교토대학 총합박물관(京都大学総合博物館) 소장.

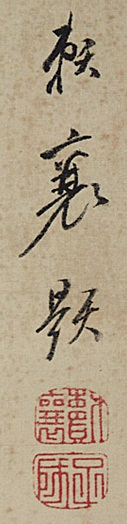
라이 산요의 서명 「라이요」(頼襄)

라이 산요 (頼 山陽, らい さんよう, 안에이 9년 12월 27일(1781년 1월 21일) - 덴포 3년 9월 23일(1832년 10월 16일))는 오사카 출생의 에도 시대 후기의 역사가, 사상가, 한시인, 문인이다. 아명은 히사타로(久太郎), 이름은 노보루(襄), 자는 자성(子成)이다. 산요(山陽)라는 호 외에도 삼십육봉외사(三十六峯外史)라는 호도 있었다.
주요 저서인 《일본외사》는 막부 말기 일본의 존왕양이 운동에 영향을 주어 일본 역사의 베스트셀러가 되었다. 산요는 1891년(메이지 24년) 정4위로 추증되었고, 1931년(쇼와 6년) 종3위로 추증되었다.

## 생애
아버지의 라이 슌스이(頼春水)는 젊어서 시문이나 책에 뛰어나, 오사카에 유학하여 비토 지슈(尾藤二洲)나 고가 세이리(古賀精里) 등과 함께 주자학의 연구를 행해, 에도 호리키타(현 오사카시 니시구 에도보리의 금광교 다마미즈 교회金光教玉水教会 부근)에 사숙(私塾) 아오야마샤(青山社)를 열었다. 아오야마샤 인근에는 시노자키 미시마(篠崎三島), 시노자키 고타케(篠崎小竹), 고토 쇼인(後藤松陰), 나미카와 한젠(並河寒泉) 등 많은 문인과 학자가 거주하고 있었다. 산요는 이 무렵인 안에이 9년 12월 27일(그레고리력 1781년 1월 21일) 그곳에서 태어났다. 어머니는 유의(儒医) 이이오카 기사이(飯岡義斎)의 장녀이자 가인(歌人)이었던 라이 바이시(頼梅颸)이며, 그 여동생은 비토 지슈에게 시집갔다.
덴메이 원년(1781년) 12월, 아버지 슌스이가 히로시마 번의 학문소 창설과 관련하여 유학자로 등용되면서 거주지를 옮겨 성 아래의 부쿠로 정(袋町, 일본 히로시마시 나카구 부쿠로 정)에서 자랐다. 아버지와 마찬가지로 어린 시절부터 시문의 재주가 있었고, 또 역사에 깊은 흥미를 보였다. 덴메이 8년(1788년), 히로시마 번 학문소(현 일본 슈도 중학교 · 슈도 고등학교)에 입학하였다. 그 후 슌스이가 에도로 가서 근무하게 되면서 학문소 교관을 맡고 있던 삼촌 라이 교헤이(頼杏坪)에게 배우고, 간세이 9년(1797년)에는 에도에 유학하여, 아버지의 학우인 비토 지슈에게 배웠다. 돌아온 뒤인 간세이 12년(1800년) 9월, 갑자기 탈번을 기도하여 교토로 상경하였으나, 교토까지 쫓아 온 삼촌 교헤이에 의해 붙잡혔다. 번에 속한 자로써 무단으로 탈번하는 것은 불법이었기 때문에 히로시마로 돌아온 뒤에는 본가에서 폐적되는 것은 물론 자택에 유폐되기에 이르렀는데, 오히려 이를 계기로 산요는 학문에 전념하게 되었고, 3년 동안 저술에 몰두했다(훗날 그의 위대한 저술로 꼽히게 되는 「일본외사」의 초고가 완성된 것도 이때라고 한다). 근신이 풀린 후, 분카 2년(1809년)에 히로시마 번 학문소의 조교로 취임하였다.
분카 6년(1809년)에 아버지의 친구였던 유학자 간 사잔(菅茶山)의 초빙을 받아 빈고에 있던 사잔의 사숙인 렌쥬쿠(廉塾)의 도강(都講, 학원장)으로 취임했다.
하지만 여전히 학자로서의 명성을 천하에 드날리고 싶다는 생각을 버리지 못했던 산요는 분카 8년(1811년)에 다시금 교토로 출분해서 그곳에 거처를 짓고 사숙을 열었다. 분카 13년(1816년), 아버지가 사망하자 그 유고를 정리해 《슌스이 유고》로서 펴냈다. 다음 해(1818년)에는 규슈 여행을 떠나 히로세 단소(広瀬淡窓) 등의 지우를 얻었다. 분세이 5년(1822년) 가미쿄구 산본기(三本木)에 히가시야마(東山)를 내다 볼 수 있는 저택을 짓고 ‘미즈니시 장’(水西荘)라고 명명했다. 이곳에서 산요는 저술을 계속해, 분세이 9년(1826년)에는 그의 대표작이 될 《일본외사》가 완성되었고, 분세이 10년(1827년)에는 막부의 로주(老中) 마쓰다이라 사다노부(松平定信)에게 헌상되었다. 분세이 11년(1828년)에는 문방(文房, 서재)을 지어 이전 저택의 이름을 따서 '산자수명처'(山紫水明処)로 했다.
산요가 결성한 '소사'(笑社, 후의 진사)에는 교토나 오사카의 문인들이 모여 일종의 살롱을 형성했다. 그 주요 멤버는, 아버지와도 관계가 있던 기무라 겐카도(木村蒹葭堂)와 교우한 사람들의 자식인 경우가 많았는데, 오사카의 유학자 시노자키 미시마(篠崎三島)의 양자 고타케(小竹), 교토의 난의(蘭医) 오이시 모토토시(小石元俊)의 아들 모토즈이(元瑞), 오사카의 남화가(南画家) 오카다 베이산진(岡田米山人)의 아들 반에(半江), 교토의 우라카미 교쿠도(浦上玉堂)의 아들 슌킨(春琴), 오카야마의 다케모토 도도안(武元登々庵)을 들 수 있다. 나아가 승려 운카(雲華), 센다이 출신으로 나가사키로 와 있던 문인 화가 스가이 바이간(菅井梅関), 오와리 출신의 남화가 나카바야시 지쿠도(中林竹洞), 약간 연상의 선배격으로서 도공인 아오키 모쿠베이(青木木米), 막부 말기 삼필로 유명한 누키나 가이오쿠(貫名菘翁), 그리고 멀리 규슈에서 온 문인화가 다노무라 지쿠덴(田能村竹田)도 가세하였다. 그들은 활발하게 시문서화를 제작했다.
또 그후로도 문필업에도 손을 대어 《일본정기》(日本政記), 《통의》(通議) 등의 완성을 서둘렀지만, 덴포 연간에 접어든 51세 때부터 건강을 해쳐 객혈을 하기까지 했다. 용태가 악화되는 가운데서도 산요는 저작에 전념했지만, 결국 덴포 3년(1832년)에 사망했다. 향년 53세였다. 야마다 후타로(山田風太郎)의 《인간임종도권》(人間臨終図巻)에 의하면 산요는 끝까지 자신의 일터를 떠나지 않았고, 그의 손에서 붓이 떨어진 것은 실로 그가 숨을 거두기 몇 분 전이었으며, 숨을 거둔 그의 얼굴에는 안경이 걸려 있었다고 전하고 있다. 또한 산요의 유고로 여겨지는 「남북조정윤론」(《일본정기》 수록)의 자서에는 이 저술을 결의한 것은 산요 자신이 숨을 거두기 열흘 하루 전인 9월 12일 밤이었음을 기록하고 있다. 교토 마루야마 공원(円山公園) · 조라쿠지(長楽寺)에 장사되었다.
첫 아내와의 아들인 장남 라이 이쓰안(頼聿庵), 교토에서 태어난 두 아들로 차남 라이 시호(頼志峰)와 삼남 라이 미키사부로(頼三樹三郎)가 있었으며, 후손 중 한 명은 일본의 중국문학자로 꼽히는 라이 쓰토무(頼惟勤)가 있다. 그의 저서로 공동 집필진의 한 사람으로 참여했던 마쓰무라 아키라(松村明)의 절대지식 일본고전이 한국에 번역되어 있다.

## 창작 활동에 대해서

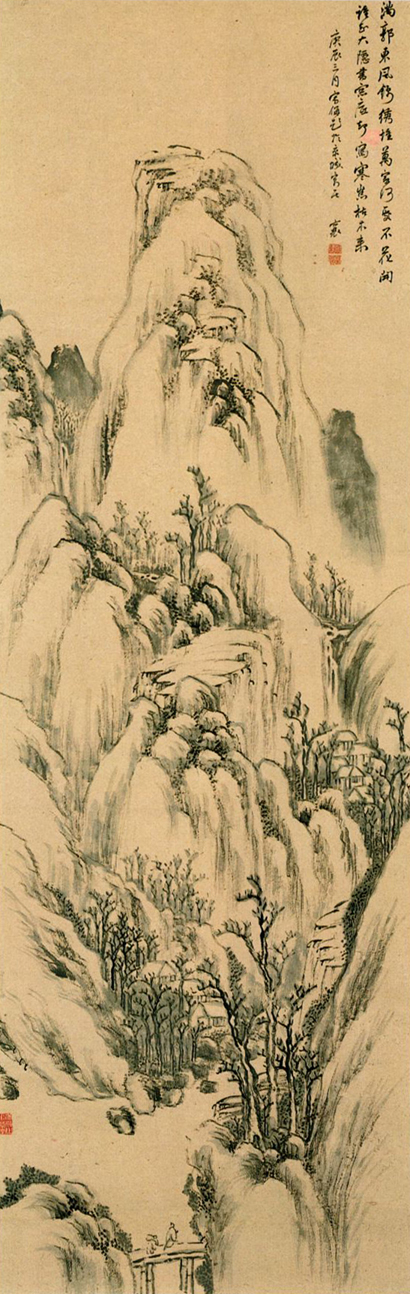
「한암고목도」(寒岩枯木図) 라이 산요가 그린 것으로 시카도 문고(静嘉堂文庫) 소장품이다. 1820년작.

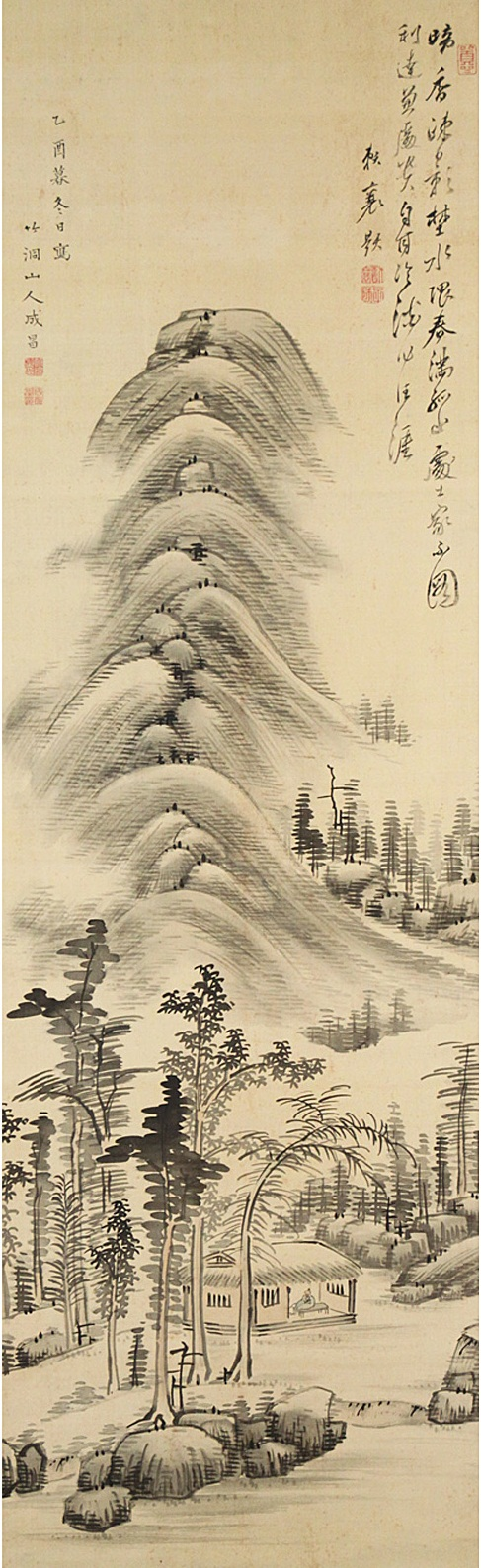
나카바야시 지쿠도의 “산수도”. 라이 산요의 찬이 붙어 있다. 1825년작

라이 산요는 중국의 위대한 역사가 사마천의 《사기》의 체제(12 본기 · 10 표 · 8 책 · 30 세가 · 70 열전으로 총 130권)를 모방하여 「3기 · 5서 · 9의 · 13세가 · 23책이라는 저술 구상을 세웠다. 《사기》에 있어 그 성취의 진수라고도 할 수 있는 「열전」에 해당하는 것이 없는 대신 상기의 13세가에 해당하는 《일본외사》(전 22권)가 열전체로 되어 있어 이것이 《사기》의 「열전」을 겸한 것으로 볼 수도 있다.
《일본외사》는 일본 무가의 시대사이지만, 간명한 서술이며, 열정적인 문장이었기 때문에 널리 애독되었는데, 참고 사료로서 군기 이야기 등도 사용하고 있기 때문에 역사적 사실에 충실하다고 하기에는 어려운 기사도 곳곳에 보인다. 바꾸어 말하면, 역사소설의 원류의 하나라고도 할 수 있다. 다만 그 내용이 간단 명료했기 때문에 항간에 널리 읽혀져 막부 말기에서 메이지 유신을 거쳐 태평양 전쟁 패전 전의 쇼와 시대까지 널리 영향을 주게 된다.

시음(詩吟), 검무(剣舞)도 친숙한 '말채찍 소리도 죽인 채 밤중의 강을 건너도다'(鞭声粛粛夜河を過る)로 시작되는 가와나카지마 전투를 그린 한시 《제불식암격기산도》(題不識庵撃機山図)의 작자로도 유명하며, 그의 작품은 사후 간행된 '산요 시초》(전8권)에 담겨 있다. 고대부터 쇼쿠호 시대까지의 역사 사건을 가요풍으로 시전한 《일본악부》(日本楽府, 전1권)가 있다. 이 책의 첫 번째는 아래의 인용시로 시작되는데, 역성혁명에 의한 진(영씨, 서초패왕에 의해 멸망), 한(유씨, 신의 섭황제에 의해 멸망)으로 대표되는 중화 왕조의 기울기에 대비되는 일본 왕실의 「일관된 왕통」에 근거한 '국체의 정화(精華)'를 강조하고 있다.
해가 뜨는 곳이여, 해가 지는 곳이여

두 사람의 천자, 온 하늘 부상(扶桑)에 닭이 우는데

아침이 이미 차올랐건만 장안과 낙양은 하늘에 아직 어둠이 깔려 있구나

영(贏)은 기울고 유(劉)는 일어나 저무는 해를 본다

동쪽 바다의 한 수레바퀴 예전대로 떠오른다
말채찍 소리도 죽이고서 밤의 강을 건너노라

새벽에 보이는 1천 병사 대아(大牙)를 물고.

한 맺힌 10년에 한 자루 칼 갈았으니

유성(流星)의 빛이 내려 장사(長蛇)를 비추도다.

## 저작
- 《일본외사》 라이 세이이치(頼成一) · 라이 쓰토무 역주, 이와나미 문고(上中下), 1977-81년- 문어체 번역본이다. 라이 세이이치는 라이 쓰토무의 아버지로, 전쟁 전에 나온 세이이치의 역주를 아들인 쓰토무가 개역한 것이다.
- 《일본의 명저28 라이 산요》 라이 쓰토무 책임편집, 중앙공론사, 1972년, 신판 · 중공박스, 1984년
「일본외사」의 현대어 번역(발췌판). 신판의 부록 해설은 나카무라 신이치로.
- 《일본사상대계(日本思想大系)49 일본정기》 우에테 미치아리(植手通有) 교주, 이와나미 서점, 1977년
- 《에도 시인 선집 8 라이 산요 야나가와 세이간(梁川星巌)》 이리야 센스케(入谷仙介) 교주, 이와나미 서점, 1990년, 복간 2001년
- 《신일본고전문학대계(新日本古典文学大系)66 라이 산요 · 간 사산》
- 《라이 산요 시선》 이비 다카시(揖斐高) 역주・해설、이와나미 문고、2012년
  - 구판 《라이 산요 시초》(頼山陽詩抄) 라이 세이이치 · 이토 기치잔(伊藤吉三) 역, 이와나미 문고-초판 1944년, 복간 1990년 · 1997년
- 《문인화취편(文人画粋編)18 라이 산요》 마쓰시타 히데마로(松下英麿) 편・해설, 중앙공론사, 1976년 - 대저, 평전 해설은 나카무라 신이치로
- 《라이 산요 서화제발평석》(頼山陽 書画題跋評釈) 다케야 조지로(竹谷長二郎) 편, 메이지 서원, 1983년-대저

## 전기 문헌(근년)
- 기사키 아이키치(木崎愛吉) · 라이 세이이치(頼成一) 공편 《라이 산요 전서》(頼山陽全書, 라이 산요 선생 유적현창회 1931)
- 《라이 산요와 그의 시대》(頼山陽とその時代) 나카무라 신이치로(中村真一郎) 주오 공론사[9], 1971년
  - 주고 문고(상중하), 1976-77년, 해설 시노다 하지메(篠田一士)
  - 치쿠마 학예 문고 (상하), 2017년, 해설
- 《간 사산과 라이 산요》(菅茶山と頼山陽) 후지가와 히데로(富士川英郎), 헤이본샤 동양문고, 1971년. 와이드 버전 2006년
- 《라이 산요 역사에의 귀환자》(頼山陽　歴史への帰還者) 노구치 타케히코(野口武彦), 담교사(淡交社) 「일본의 여행자」(日本の旅人), 1974년
  - 「라이 산요와 역사적 낭만주의」(頼山陽と歴史的ロマン主義)-《에도의 역사가》(지쿠마 서방/지쿠마 학예 문고)에 수록
- 《라이 산요 「일본 악부」를 읽다》(《頼山陽「日本楽府」を読む》, 전3권) 와타나베 쇼이치(PHP研究所 2006년／PHP文庫 2013-15년), 각·신판
- 《라이 산요의 말》(頼山陽のことば)
- 《서유시권 라이 산요의 규슈 만유》(西遊詩巻　頼山陽の九州漫遊) 谷口匡、法藏館、2020년
- 《산자수명 라이 산요의 시의 고향》(山紫水明　頼山陽の詩郷) 이케다 아키코(池田明子), 계수사(渓水社), 2010년 - 시집 해설
- 《라이 산요》 미노베 노리코(見延典子), 도쿠마 쇼텐(상하), 2007년, 도쿠마 문고(상중하), 2011년 - 역사 소설
- 《라이 산요와 전쟁 국가》(頼山陽と戦争国家) 미노 노리코, 난난샤(南々社), 2019년 - 사론 평전
- 《라이 산요 구름일까 산일까》(頼山陽　雲か山か) 가지야마 도시유키(梶山季之) 고분샤 문고(光文社文庫), 1987년. 슈에이샤, 1974년 - 역사 소설
- 《메이지 유신의 새벽종 라이 산요 그 사람과 지업》(明治維新の暁鐘　頼山陽　その人と志業) 안도 히데오(安藤英男) 동양경제신보사(東洋経済新報社) 1972년
- 《고증 · 라이 산요》 안도 히데오 명저간행회(名著刊行会), 1982년
- 《라이 산요 선집》(전7권), 안도 히데오 역 곤도 출판사, 1982년 - 라이 산요의 자필 원고 도판 있음.
  - 《라이 산요전》(頼山陽伝)
  - 《라이 산요 시집》(頼山陽詩集)
  - 《라이 산요 문집》(頼山陽文集)
  - 《라이 산요 일본정기》(頼山陽　日本政記)
  - 《라이 산요 통의》(頼山陽　通議)
  - 《라이 산요 일본외사》(頼山陽　日本外史)
  - 《라이 산요 품행론》(頼山陽品行論)
- 《라이 산요 사람과 사상》(頼山陽  人と思想) 안도 히데오, 시라카와 서원 1975년 - 이하는 구판
- 《라이 산요 시집》(頼山陽詩集) 안도 히데오 역 시라카와 서원 1977년
- 《라이 산요 통의》(頼山陽　通義) 안도 히데오 역 시라카와 서원 1976년
- 《라이 산요 일본정기》(頼山陽　日本政記) 안도 히데오 역 시라카와 서원 1976년
- 許永晝, 森田聖子, 小林詔子, 市川尚 《소사논집》(笑社論集) 문인화 연구회, 2021년
  - 라이 산요 「소사기」(笑社記, 해설 · 현대어역)
  - 라이 산요 「진사약」(真社約, 해설 · 현대어역)
  - 小野泉蔵・頼山陽・梅辻春樵・畑橘洲・篠崎小竹・貫名海屋 「논시성률집」(論詩声律集, 해설 · 현대어역)

## 계보
라이 산요의 조상은 빈고국 요리카네 성(頼兼城)의 성주였던 오카자키 요리카네(岡崎頼兼)로 모리 씨(毛利氏)의 신베 성(神辺城) 공격에 참가하지 않았기 때문에 멸망당하게 되었다고 한다. 성터에는 '라이 산요 선생 원조 요리카네 성터'(頼山陽先生遠祖頼兼城址)라고 쓴 비석이 세워져 있다.
```
総兵衛正茂―彌七郎道喜―彌右衛門良皓―又十郎惟清―彌太郎惟完―久太郎―
　　　　　　　　　　　　　　　　　　　　　　　　　　　　春水　　山陽

```

## 기타
- 일본 기후시의 미잔(眉山)은 산요가 미노의 문인을 방문하고 돌아오는 길에 니시야노(西粟野)의 쇼야(庄屋) 고노 가(河野家)에 들렀을 때 눈썹을 당긴 것처럼 우아한 산의 자태라며 이름을 붙였다고 한다.
- 술을 각별히 사랑한 인물로도 알려져 있으며, 시라유키(白雪), 겐비시(剣菱), 오토코야마(男山) 등 일본의 전통 술을 산요는 자신의 시가나 서간 속에서 여러 번 칭찬하고 있다.
- 문인들이 모이는 고토카이(시치코토를 즐기는 모임)에 자주 발길을 옮겼지만, 자신은 평곡을 맡았다.

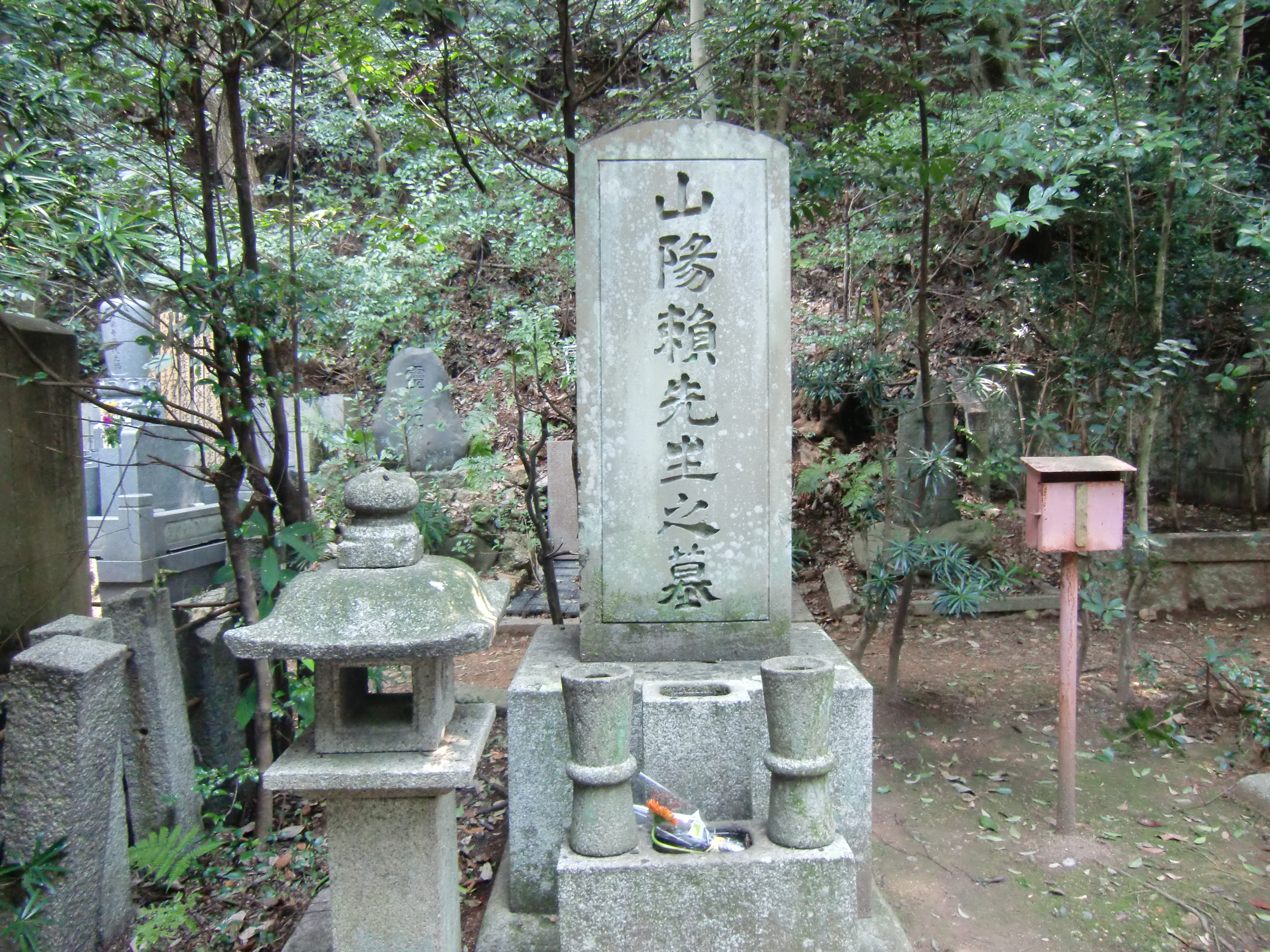
라이 산요의 무덤・교토시 히가시야마 구 조라쿠지(長楽寺). 2012년 3월 28일 촬영.

- 라이 산요 문제(門弟)로 시노노 이치반(篠野一方), 모리타 셋사이(森田節斎), 에키 가쿠스이(江木鰐水), 간토 도단(関藤藤蔭), 사카이 고잔(坂井虎山), 고토 쇼인(後藤松陰), 미야하라 이안(宮原易安), 후지이 지쿠가이(藤井竹外), 마키 햐쿠호(牧百峰) 등이 있어, 오시오 헤이하치로(大塩平八郎)에게도 큰 영향을 주었다고 한다.

## 관련 시설
- 라이 산요 사적자료관(頼山陽史跡資料館) - 히로시마시 나카 구 부쿠로 정의 옛 집. 산요가 탈번 죄목으로 유폐된 집이다. 일본의 국가 사적으로 지정되어 있는 「라이 산요 거실」(頼山陽居室)이 있다.
- 산자수명처(山紫水明處) - 교토시 가미교구 히가시 산본기(東三本木)의 서재.
- 히로시마 현 다케하라시에 있는 조부 라이 고레스가(頼惟清)가 염색집을 운영하고 있던 집. 아버지 · 슌스이가 어린 시절에 살고 있어, 산요도 몇번이나 방문시를 남기고 있다.
- 산요 문덕전(山陽文徳殿) - 산요 사망 뒤 100년제를 계기로 건설. 히로시마 시 미나미 구 히지 산(比治山).
- 산요 탄생 200주년을 기념해 1980년에 첫 동상이 히로시마현 다케하라시에 건립되었다.
- 오사카시의 다마스이 기념관(금광교 다마미즈 교회 내)에, 라이 산요 생탄지 비석이 있다.
- 아마미야 도강(雨宮の渡し) - 가와나카지마의 전투 관련 사적으로서, 라이 산요의 한시비가 건립되었다. 나가노현 지쿠마 시 아마미야.

## 같이 보기
- 아오키 모쿠베이(青木木米)
- 무라세 도죠(村瀬藤城)
- 무라세 슈스이(村瀬秋水)
- 우라카미 슌킨(浦上春琴)
- 에마 사이코(江馬細香)
- 다노무라 지쿠덴(田能村竹田)
- 시노자키 쇼치쿠(篠崎小竹)
- 누키나 가이오쿠(貫名海屋)
- 시음(詩吟)